# (2677) Joan
(2677) Joan ist ein Asteroid des Hauptgürtels, der am 25. März 1935 von der französischen Astronomin Marguerite Laugier in Nizza entdeckt wurde.
Benannt ist der Asteroid nach der Sekretärin Joan Jordan des Harvard-Smithsonian Center for Astrophysics.